# Shams Pahlavi
Shams Pahlavi, född 28 oktober 1917 i Teheran, död 29 februari 1996 i Santa Barbara i Kalifornien, var en iransk prinsessa. Hon var dotter till shah Reza Pahlavi och Tadj ol-Molouk och syster till shah Mohammad Reza Pahlavi.

## Biografi
Shams Pahlavi blev, tillsammans med sin mor och syster, de första offentliga förebilderna för avskaffandet av slöjan i Iran, då de år 1936 visade sig offentligt utan den.
Shams gifte sig 1937 med Fereydoun Djam, son till Irans premiärminister Mahmoud Djam. Äktenskapet var olyckligt och arrangerat av hennes far. Efter faderns avsättning 1941 följde hon honom i exil till Mauritius och Sydafrika.
Efter faderns död 1944 skilde hon sig och gifte om sig med Mehrdad Pahlbod. Hennes andra äktenskap godkändes inte av hovet och hon berövades sin kungliga status och levde fram till 1947 i USA. Hon konverterade till katolicismen vid denna tid. Hon kunde återvända till Iran efter en försoning med hovet. Hon publicerade sina memoarer över exilen i tidningen Ettela'at 1948. Shams fick liksom den övriga kungafamiljen lämna landet under Abbas-krisen då hennes bror avsattes. Hon kunde återvända efter hans återinträde till makten 1953.
Till skillnad från sin syster Ashraf Pahlavi intog hon ingen framträdande offentlig roll utan engagerade sig mest i att förvalta den förmögenhet hon ärvt efter sin far. Hon engagerade arkitekter från Frank Lloyd Wright Foundation till att uppföra Moravidpalatset åt sig i Mehrshahr och Villa Mehrafarin i Chalus i Mazandaran.
Shams Pahlavi lämnade Iran vid den iranska revolutionen 1979 och bosatte sig då i Beverly Hills i USA. Hon slog sig senare ned i Santa Barbara strax utanför Los Angeles.

## Bildgalleri

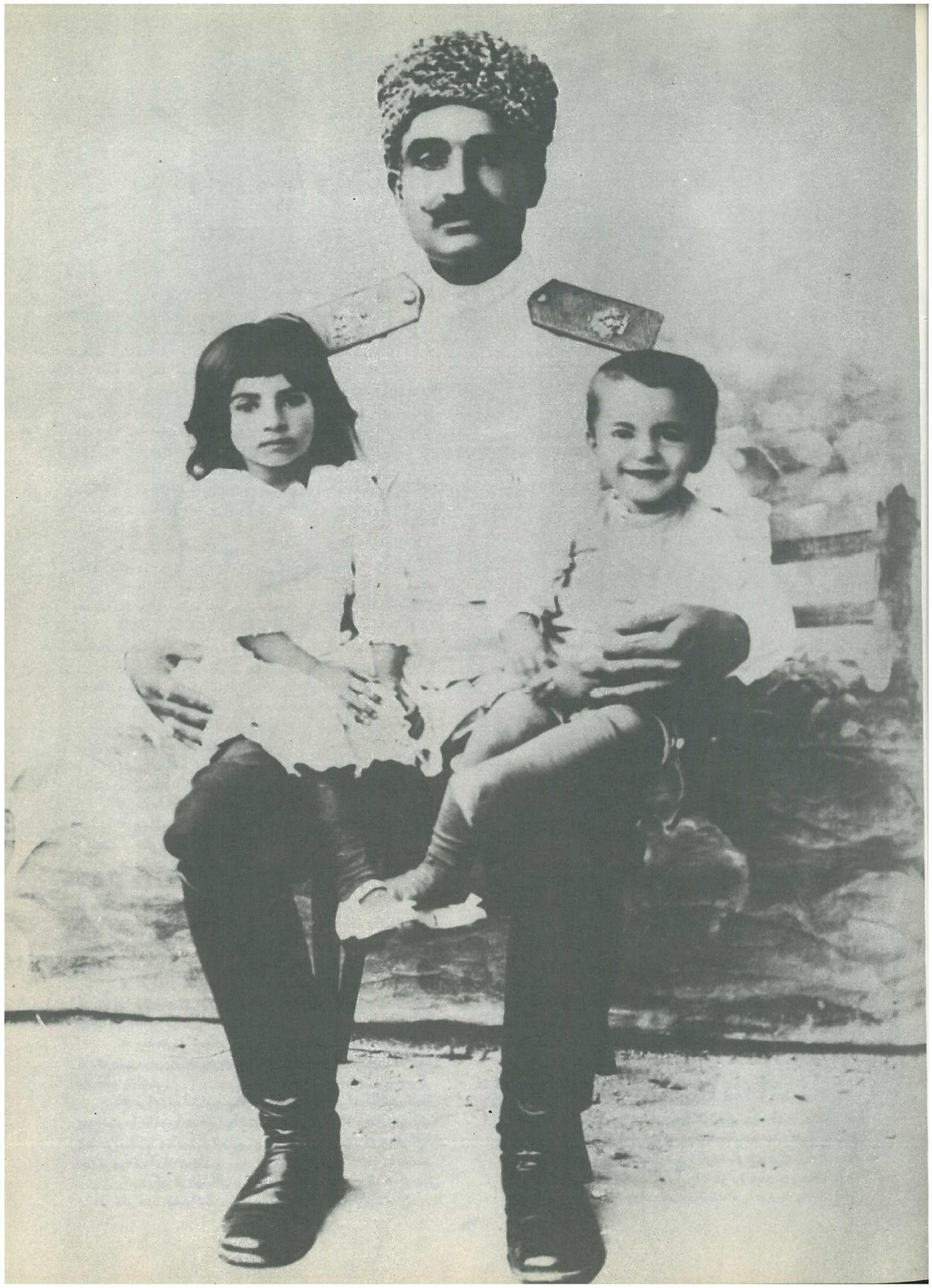
Shams som liten flicka tillsammans med sin bror
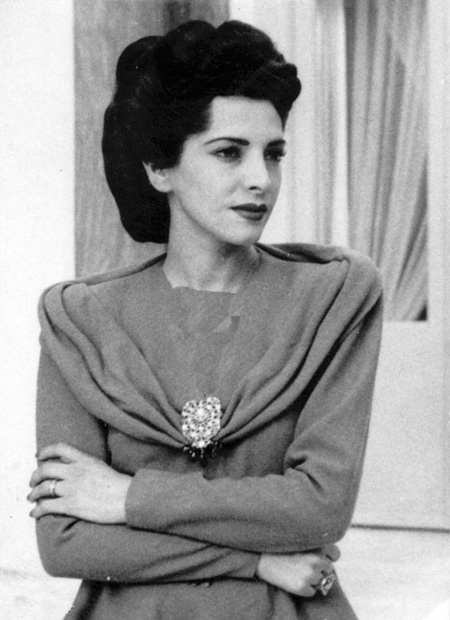
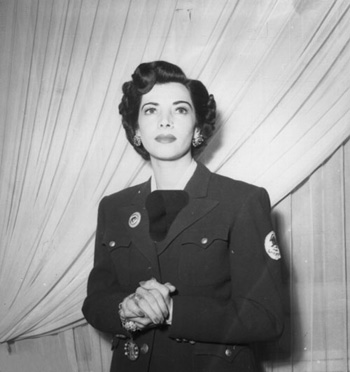
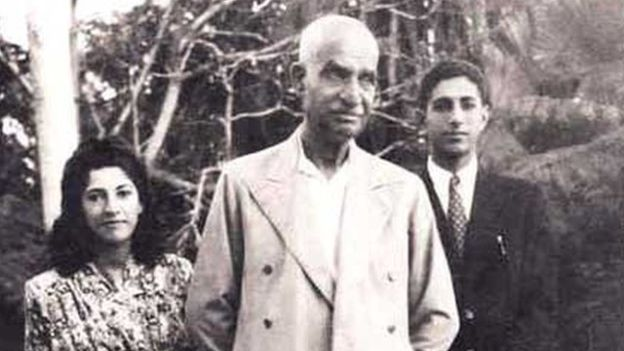
Shams tillsammans med sin far och brodern Ali Reza Pahlavi i exilens Johannesburg
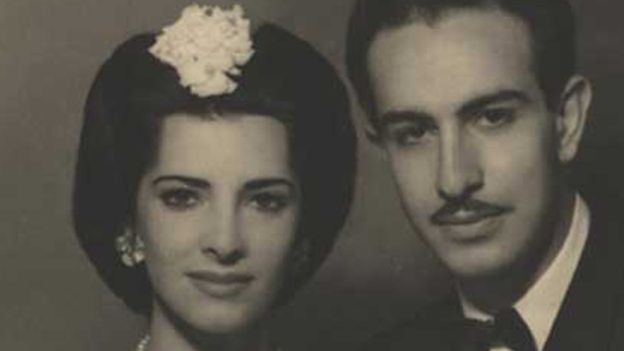
Shams och maken Mehrdad Pahlbod
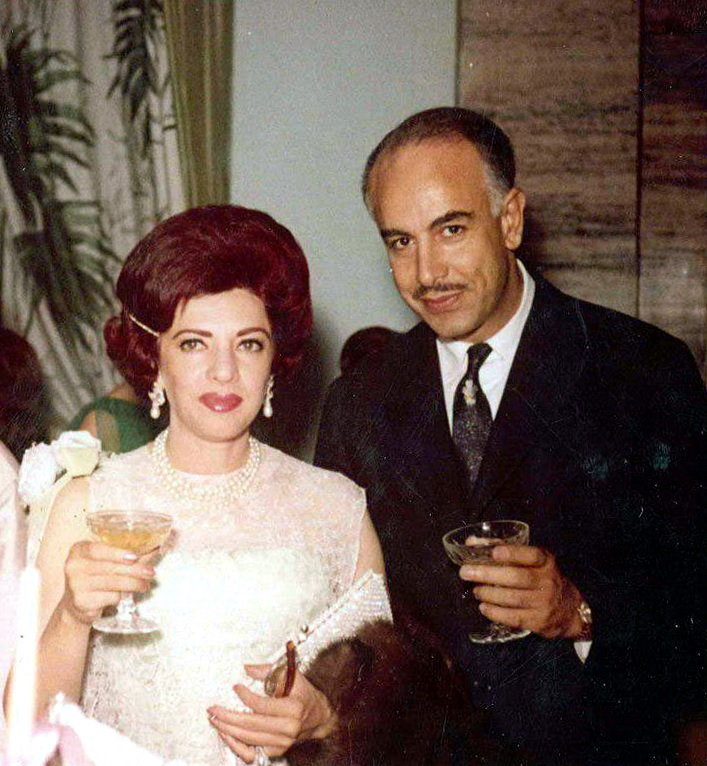
Shams och maken Mehrdad Pahlbod